# Uniforme de la selección de fútbol de Irak

### Uniforme
El uniforme del equipo nacional de fútbol iraquí ha sido fabricado anteriormente por marcas como Adidas, Puma, Nike, Diadora, Jack & Jones, Lotto, Umbro y Peak. Y su fabricante actual es Jako.

## Evolución del uniforme
- Uniforme titular: Camiseta, pantaloneta y medias blancas.
- Uniforme alternativo: Camiseta, pantaloneta y medias verdes.

### Indumentaria
| Periodo       | Marca        |
| ------------- | ------------ |
| 1984-1986     | Umbro        |
| 1986-1994     | Adidas       |
| 1996          | Puma         |
| 2000          | Patrick      |
| 2003-2004     | Jako         |
| 2004-2006     | Jack & Jones |
| 2006          | Diadora      |
| 2006          | Lotto        |
| 2007          | Adidas       |
| 2007          | Umbro        |
| 2008-2014     | PEAK         |
| 2014          | Adidas       |
| 2014-2019     | Jako         |
| 2019-presente | Givova       |

### Local
| Mundial de México 86 | 1993 | Copa Asiática 2007 | Copa Confederaciones 2009 | 2010 |
| 2012-13              | 2014 | 2015               | 2015-2017                 | 2018 |
| 2019-actual          |      |                    |                           |      |

### Visita
| Mundial de México 86 | 2000      | 2002        | Copa Confederaciones 2009 | 2012-13 |
| 2015                 | 2015-2017 | 2018-actual |                           |         |